# Phloeosinus aubei
Phloeosinus aubei és una espècie de coleòpter polífag de la família dels curculiònids, subfamília escolitins. Habita a la conca del Mediterrani (n'existeixen registres a França, Itàlia, Israel, Tunísia i Marroc, entre altres països). Desenvolupa el seu cicle vital majoritàriament en els xiprers, però també altres cupressàcies dels gèneres Juniperus, Thuja, Cedrus, Sequoia i Cephalotaxus. Tot el seu cicle vital té lloc en aquests arbres.
És considerat com una plaga per a les cupressàcies, ja que s'alimenta de les fulles i excava galeries en els troncs per reproduir-se. Tot i això, generalment ataca arbres ja debilitats per altres raons i aleshores val més cercar la causa de la debilitat i, si cal, tractar aquesta. També és considerat un possible vector del xancre del xiprer Seiridium cardinale, tot i que això darrer no està demostrat.

## Ecologia

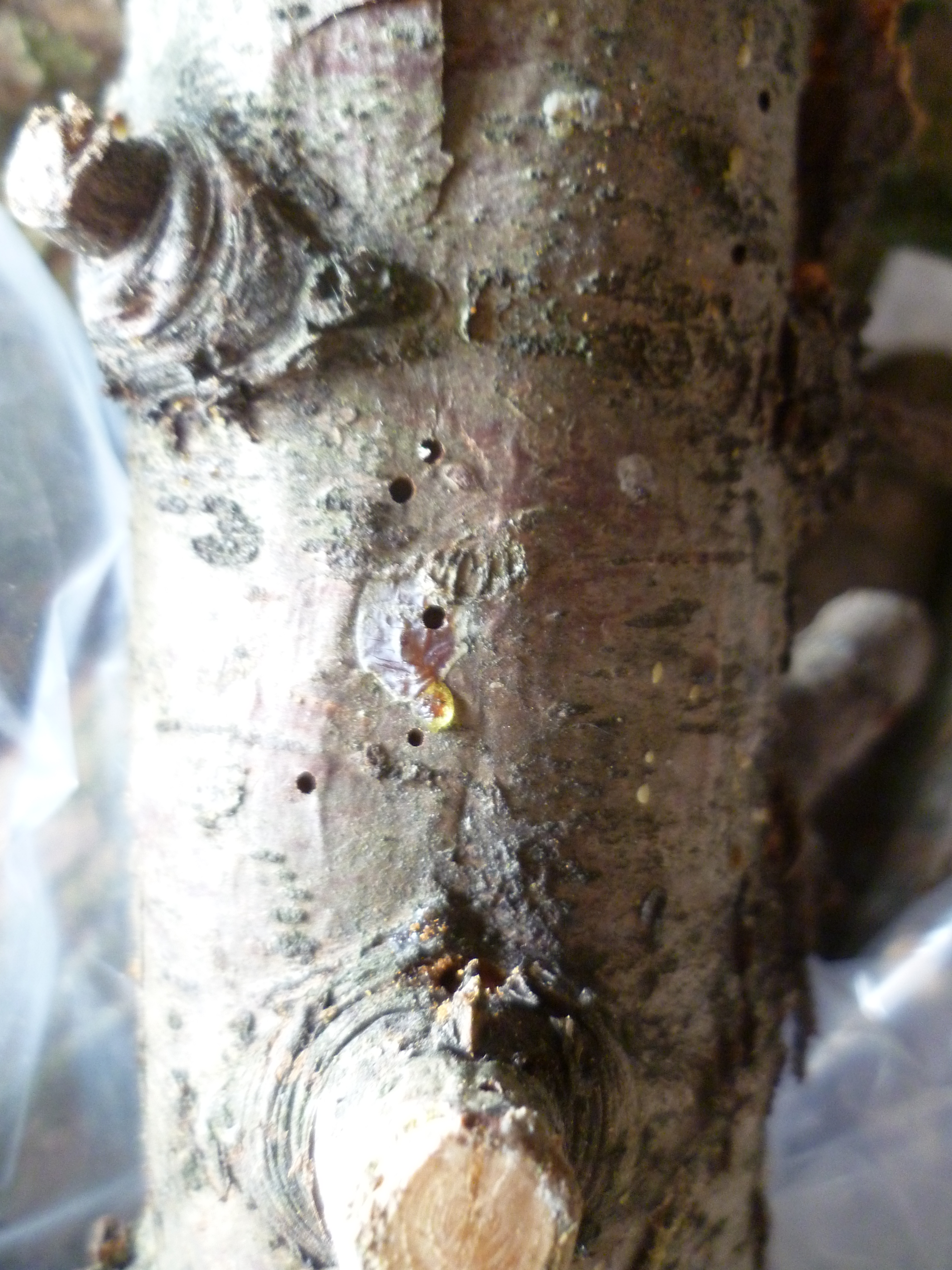
Forats en un tronc de xiprer (Cupressus sempervirens) provocats per la infestació de Phloeosinus aubei

P. aubei, com la majoria d'espècies del gènere Phloeosinus és un escolití secundari, i com a tal, ataca arbres caiguts fa poc, a menys que aquests hagin patit els efectes del foc, la sequera, l'atac de Seiridium cardinale o danys a les arrels.
Aquest insecte pot ser monògam o polígam i pot arribar a fer fins a 3 generacions anuals i 4 "cries germanes", fets que varien en funció del clima. Una “cria germana” és la re-emergència del tronc per part d'una femella que ja s'ha reproduït i fa una altra oviposició. Això es pot donar fins a 4 vegades, tot i que el més comú és que es faci només un cop. Abans de l'inici de cada "cria germana", els descendents adults surten dels troncs per alimentar-se de fulles i així madurar les gònades.
El mascle excava una cambra nupcial en el floema, on espera l'arribada de les femelles. Els punts més habituals de reproducció són el tronc i les branques principals. Poc després que el mascle excavi la cambra nupcial, la o les femelles busquen l'entrada per dur a terme l'aparellament. Poques hores després de la còpula les femelles comencen a excavar les galeries d'oviposició en el càmbium. Si hi ha més d'una femella, aquestes excaven les galeries en direccions diferents. Pocs dies després de la construcció de la galeria, té lloc l'oviposició. El període d'incubació dura entre dues i tres setmanes. El primer i segon estadi larvari duren també entre dues i tres setmanes, mentre l'estadi de pupa dura entre una i dues setmanes. En els atacs de P. aubei s'ha observat, com en altres espècies d'escolitins, que un augment en la intensitat de l'atac comporta una disminució de la fecunditat. També com en els altres escolitins, la temperatura té un paper important en el desenvolupament del seu cicle vital.
Phloeosinus aubei té, entre altres paràsits, Dendrosoter protuberans, Eurytoma morio, Cerocephala eccoptogastri, Metacolus unifasciatus, Rhaphitelus maculatus.